# Dresden Mitte
Dresden Mitte – stacja kolejowa w Dreźnie, w Niemczech. Stacja położona jest pomiędzy stacjami Dresden Hauptbahnhof i Dresden-Neustadt.